# Свети Спас (Богородица)
„Възнесение Господне“ или „Свети Спас“ е българска средновековна едноапсидна църква. Намира се на около 500 метра западно от село Богородица, част от Неврокопската епархия на Българската православна църква.

## Архитектура
От запазените стени се разбира, че храмът е еднокорабна едноапсидна църква със зле запазени следи от преддверие на запад. Изградена е от ломени камъни. По-късно в източната стена е била вградена ниша за поставяне на свещи, което е характерно за църквите в района. На северната стена, на 1 метър от олтара има засечка за вход.